# 冷泉為守
冷泉 為守（れいぜい ためもり）は、鎌倉時代後期の公家・歌人。官位は正五位下・侍従。出家後は暁月房（ぎょうげつぼう）を名乗った。後世狂歌の祖とみなされ、『狂歌酒百首』の作者とされたが否定説も提唱されている。

## 経歴
文永2年（1265年）、権大納言・藤原為家の子として誕生。母は阿仏尼。『十六夜日記』に同母兄・為相とともに母に詠草を送り批点を求めていることが記述されている。
歌壇にその名が現れるのは正応5年（1292年）8月10日に藤原親範が父の病気快癒を謝して詠進させた「厳島社頭和歌」（『続群書類従』）に侍従藤原為守の名で和歌を詠んでいるものである。『伏見院宸記』同年3月15日条に見える「藤原為守」も彼であるとみられる。
『夫木和歌抄』に嘉元元年（1303年）に鎌倉の式部卿征夷大将軍・久明親王邸で催された千首歌で詠んだ作があり、関東へ下向していたことが確認できる。執権・北条貞時との関係も深く、為守は同年の『新後撰和歌集』に入集しなかったことに関する和歌の贈答を貞時と行っている（『玉葉和歌集』）。徳治3年（1308年）成立の『拾遺風躰集』には為守による異母兄・為顕とともに関東へ下向したが、一人で帰洛するという内容の和歌が含まれている。
延慶3年（1310年）中の成立とされる『柳風抄』に「暁月法師」とあり、出家後に関東に移り住んでからの歌があるため、その出家は40歳前後のこととみられる。
「二祖御詠集」（『釈教歌詠全集』）「他阿上人法語」（『大日本仏教全書』第67巻）には、頻繁に他阿の歌に歌に合点を加えていることが見える。また「正覚国師和歌集」「夢窓国師御詠草」によれば二階堂道蘊亭で夢窓疎石の法語に為相らとともに参会し、その後に和歌を詠んでいる。
嘉暦3年（1328年）11月8日、64歳で没（『常楽記』）。
作歌は『十六夜日記』（2首）、「厳島社頭和歌」（1首）、『拾遺風躰集』（2首）、『柳風抄』（6首）、『夫木和歌抄』（3首）、『玉葉和歌集』（4首）、「詠源氏巻名歌」（1首）、「二祖御詠集」（3首）、「長綱百首」奥書（2首）、『常楽記』（1首）、『風雅和歌集』（3首）ののべ28首（重複を除けば25首）。ほかに『菟玖波集』に付合2句。

## 後世の伝説
暁月房こと冷泉為守を狂歌と結びつける所伝が生じたのは室町時代の文献からであり、『臥雲日件録抜尤』康正元年（1455年）10月1日条に、城陽検校が「定家の弟・暁月が禁中の歌会に落ちたことに憤激し、遁世して狂歌を詠んだ」という話を語った事が見える。また『碧山日録』長禄3年（1459年）10月1日条では暁月という歌人が狂歌を作ったということに加え、俊成の孫という説があることが記述されるが、筆者の雲泉太極は俊成の一族であることに否定的な見解を示している。ほかに『蔗軒日録』文明17年（1485年）閏3月14日条にも暁月という狂歌作者がいたことが記述されている。
猪苗代兼載『兼載雑談』や『多聞院日記』永禄10年（1568年）10月10日条では、暁月法師の作という歌も記録されている。
江戸時代初期には『新撰狂歌集』『きのふはけふの物語』『醒睡笑』でその逸話とともに狂歌が伝えられている。
さらに『続拾遺和歌集』や『菟玖波集』にその作を残す花下連歌の指導者・京月法師と同一視するものも現れる。京月法師は『吾妻鏡』に承久の乱に際し捕縛されたが助命されたことが見える清水寺の僧「敬月法師」（『文机談』では「教月」、『承久記』では「鏡月坊」）と同一人物とみられているが、宝永3年（1706年）の『本朝語園』では為守が承久の乱で助命されたことにされており、生年と齟齬を生じている。
狂歌の祖としての暁月房の名を知らしめるのは明和8年（1771年）刊の『狂歌酒百首』であるが、刊本以前の写本が確認されていないことや、生白堂行風が『古今夷曲集』にそれら100首から1首も採録していないこと、作風が為守の時代にそぐわないなどの理由から福田秀一は為守の作でないとしている。また、鈴木棠三は『類聚名物考』で中院也足軒の門人・為憲の作であるとされていることを重視し、為守とは別に暁月房を名乗った為守という人物が存在し『狂歌酒百首』の作者となったと推測している。他方、浜田義一郎は同書の明応6年（1497年）の奥書を信用してそれ以前の作とみなすことも可能であると指摘している。
上述の伝承の史実性を否定した上で福田は、『常楽記』が辞世として「六十ぞあまり四年の冬の長き夜にうきよの夢を見果てぬる哉」という和歌から逸脱した句を載せ、『菟玖波集』入集2句も「俳諧」の部にあることから、為守が狂体の歌を多く詠んだという事実があったがために彼のような歌人としては著名でない人物に伝説や逸話が付加されるに至ったと推測している。

## 子孫
『十六夜日記残月抄』では為守に子孫はないと書かれているが、『御子左系図』（『続群書類従』所収）および『冷泉家系図』（彰考館文庫蔵）には教兼、相兼、女子の3人の子女が記録されている。教兼は『風雅和歌集』に4首入集、『勅撰作者部類』によれば四位。正和5年（1316年）に従兄・京極為兼が配流に際して和歌文書を託した複数の人物のうちの一人として『花園院宸記』に見える。女子は『柳風抄』2首、『玉葉和歌集』3首、『風雅和歌集』5首、『藤葉集』1首が残る歌人。